# 모래시계 (만화)
《모래시계》는 아시하라 히나코에 의한 소녀 만화 및 그것을 원작으로 하는 텔레비전 드라마·영화·소설이다.
《Betsucomi》(쇼가쿠칸)에서 2003년 5월호부터 2006년 7월호까지 연재(본편은 2005년 11월호까지). 2007년에 텔레비전 드라마화, 2008년에 소설화·영화화되었다.

## 스토리
주인공인 우에쿠사 안은 양친의 이혼을 계기로 어머니 미와코의 친정 시마네로 오게 된다. 시골 특유의 프라이버시가 없는 분위기가 불편한 안. 그렇지만 근처에 사는 키타무라 다이고와 친해지면서 서서히 자신의 자리를 찾아가게 된다.
하지만 그녀를 지탱하던 어머니가 일을 하다 쓰러져 버린다. 무의식중에 말한 “열심히 해”라는 말이 어머니의 등을 떠밀었다는 것에 책임을 느낀 안은 일을 찾는다.
다이고와 함께 일을 거들어주러 간 마을의 지주 츠키시마 가문에서 같은 또래인 후지와 시이카를 만나게 된다. 단체행동에 익숙지 않은 후지지만 그런 후지를 강하게 끌어당겨주는 안을 좋아하게 된다. 어느새 넷은 뭐든 같이 행동하는 사이가 되어 안은 정말로 있고 싶지 않았던 이 마을에서 자신의 자리를 찾아낸다.
한편, 안의 어머니 미와코는 사는 것에 지쳐 어느 날 훌쩍 집을 나가버린 채 돌아오지 않는다. 나흘 후, 산 속에서 발견된 미와코는 완전히 숨이 끊겨 있었다.
안은 시마네에 오는 도중 니마모래박물관에 들렀을 때 미와코가 사준 모래시계를 미와코의 영정에 던져 깨트려 버린다. 그런 안에게 다이고는 니마쵸에까지 가서 산 깨진 모래시계와 똑같은 모래시계를 건네며 “소중히 여기던 마음을 지우려고 하지 마. 내가 언제까지나 함께 있어줄게”라며 안을 감싸 안는다.
그 해 안이 신사에 걸어둔 소원 액자에는 언제까지나 다이고와 함께 있게 해 달라는 기도가 적혀 있었다. (모래시계 1권 ‘12세 겨울’까지의 줄거리)